# Pembroke (Île-du-Prince-Édouard)
Pembroke est une communauté du Canada située dans le comté de Kings, sur l'Île-du-Prince-Édouard. Elle se trouve au nord-est de Murray Harbour.